# 東方鬼形獸 ～ Wily Beast and Weakest Creature.
《東方鬼形獸 ～ Wily Beast and Weakest Creature.》是由同人社團上海愛麗絲幻樂團所製作的彈幕射擊遊戲，是東方Project的第17作，在2019年5月5日舉行的第16回博麗神社春季例大祭發佈體驗版，2019年8月12日在Comic Market 96發售正式版。

## 遊戲系統

### 動物靈系統
本作中新加入的「動物靈系統」，自機的性能會根據憑依的動物靈不同而變化。
- 野狼靈 - 集中射擊得到強化。
- 水獺靈 - 符卡得到強化，持有數量也會增加。
- 大鷲靈 - 擴散射擊得到強化。

### 咆哮模式
在遊戲中，擊破特定敵人或在一般狀態下中彈會出現各種動物靈道具，擁有和東方星蓮船中的飛碟道具類似的移動軌跡與變色規律。動物靈道具分為「動物靈」和「道具魚靈」兩種。當角色中彈時會產生2個與自機配置相一致的固定顏色的基本靈。
收集5個動物靈道具后會進入“咆哮模式”，當5個動物靈中有三個相同的動物靈，則會觸發具有額外效果的“暴走咆哮模式”，当5个动物灵均为相同的动物灵时，咆哮时间将会增加。
- 野狼靈 - 集中射擊大幅度增強。
- 水獺靈 - 出現將敵機子彈轉換為得分道具（綠）的屏障。
- 大鷲靈 - 擴散射擊大幅度增強。

在“咆哮模式”下拾取動物靈，可以增加持續時間，如果拾取的是道具魚靈，則會立即獲得對應的道具，同样，在咆哮模式下减少射击次数，也可以增加时间。“咆哮模式”期間中彈不會失去殘機，而是立即解除“咆哮模式”，而在不中彈的情況下結束“咆哮模式”，持有的道具魚靈所對應的道具將返還，並隨機生成2個新的動物靈。

### 成就系統
與彈幕天邪鬼、秘封噩夢日記類似，達成條件即可解鎖對應的成就。

## 故事
友好的動物靈警告主角們，地獄的動物靈試圖统治地上的世界。爲了防止這個情況最終成爲現實，主角們隨同這些動物靈一同去地獄一探究竟。這次的主角組爲博麗靈夢、霧雨魔理沙和魂魄妖夢。ZUN自稱這次的遊戲比以往發佈的遊戲更黑暗、有更多野獸的成分，略有攻擊性。 

## 登場角色

### 自機角色
博麗靈夢

霧雨魔理沙

魂魄妖夢

### 敵機角色
戎瓔花（Ebisu Youka/Ebisu Eika）
在賽之河原壘石的水子們的領袖。
牛崎潤美（Ushizaki Urumi）
在三途川以漁業維生的牛鬼。
庭渡久侘歌（Niwatari Kutaka）
野生雞的神明 二羽渡神。異界的口岸的護衛。
吉弔八千慧（Kitcho Yachie）
吉弔。畜生界的四大组織之一，鬼傑組的組長。
杖刀偶磨弓（Joutougu Mayumi）
袿姬制作的埴輪兵團的兵長。
埴安神袿姬（Haniyasushin Keiki）
支配著靈長園，保護裡面的人類靈的神明。
驪駒早鬼（Kurokoma Saki）
驪駒。勁牙組的組長。

## 關卡流程
| 關卡   | 關卡名稱 | 中文譯名                          | 地點                          | 中頭目     | 頭目       |
| ------ | -------- | --------------------------------- | ----------------------------- | ---------- | ---------- |
| 第一關 |          | 無量千萬的遺憾 Infinity Make-work | 賽河原（賽の河原）                    | 戎瓔花     | 戎瓔花     |
| 第二關 |          | 御影石的嬰兒 Cross the Styx       | 三途河（三途の河）                    | 牛崎潤美   | 牛崎潤美   |
| 第三關 |          | 鬼渡的口岸 Lonely Amaryllis       | 彼岸（彼岸）                      | 庭渡久侘歌 | 庭渡久侘歌 |
| 第四關 |          | 萬苦之業風 Darkside of Paradise   | 地獄（詳細地點不明） （地獄（詳細位置の特定不能））     | 吉弔八千慧 | 吉弔八千慧 |
| 第五關 |          | 牲畜大都會 Beastly Dystopia       | 畜生界（）                    | 杖刀偶磨弓 | 杖刀偶磨弓 |
| 第六關 |          | 偶像之神 Idola-Deus               | 靈長園 墳墓內部 （霊長園　墳墓内部）          | 杖刀偶磨弓 | 植安神袿姬 |
| Extra  |          | 嗜血之業風 Beastly Storm          | 地獄（畜生界旁暴風區域） （地獄（畜生界隣接暴風区域）） | 庭渡久侘歌 | 驪駒早鬼   |

## 外部連接
- Steam上的《東方鬼形獸 ～ Wily Beast and Weakest Creature.》 （页面存档备份，存于）